# Korča
Korča är en ort i Bosnien och Hercegovina.   Den ligger i entiteten Federationen Bosnien och Hercegovina, i den centrala delen av landet, 25 km sydväst om huvudstaden Sarajevo. Korča ligger 788 meter över havet och antalet invånare är 255.
Terrängen runt Korča är kuperad norrut, men söderut är den bergig.Närmaste större samhälle är Konjic, 14,1 km sydväst om Korča. 
Trakten runt Korča består till största delen av jordbruksmark. Runt Korča är det ganska tätbefolkat, med 93 invånare per kvadratkilometer.